# Ренс (Німеччина)
Ренс (нім. Rhens) — місто в Німеччині, розташоване в землі Рейнланд-Пфальц. Входить до складу району Маєн-Кобленц. Складова частина об'єднання громад Райн-Мозель.
Площа — 16,30 км2. Населення становить 2982 ос. (станом на 31 грудня 2020).

## Галерея

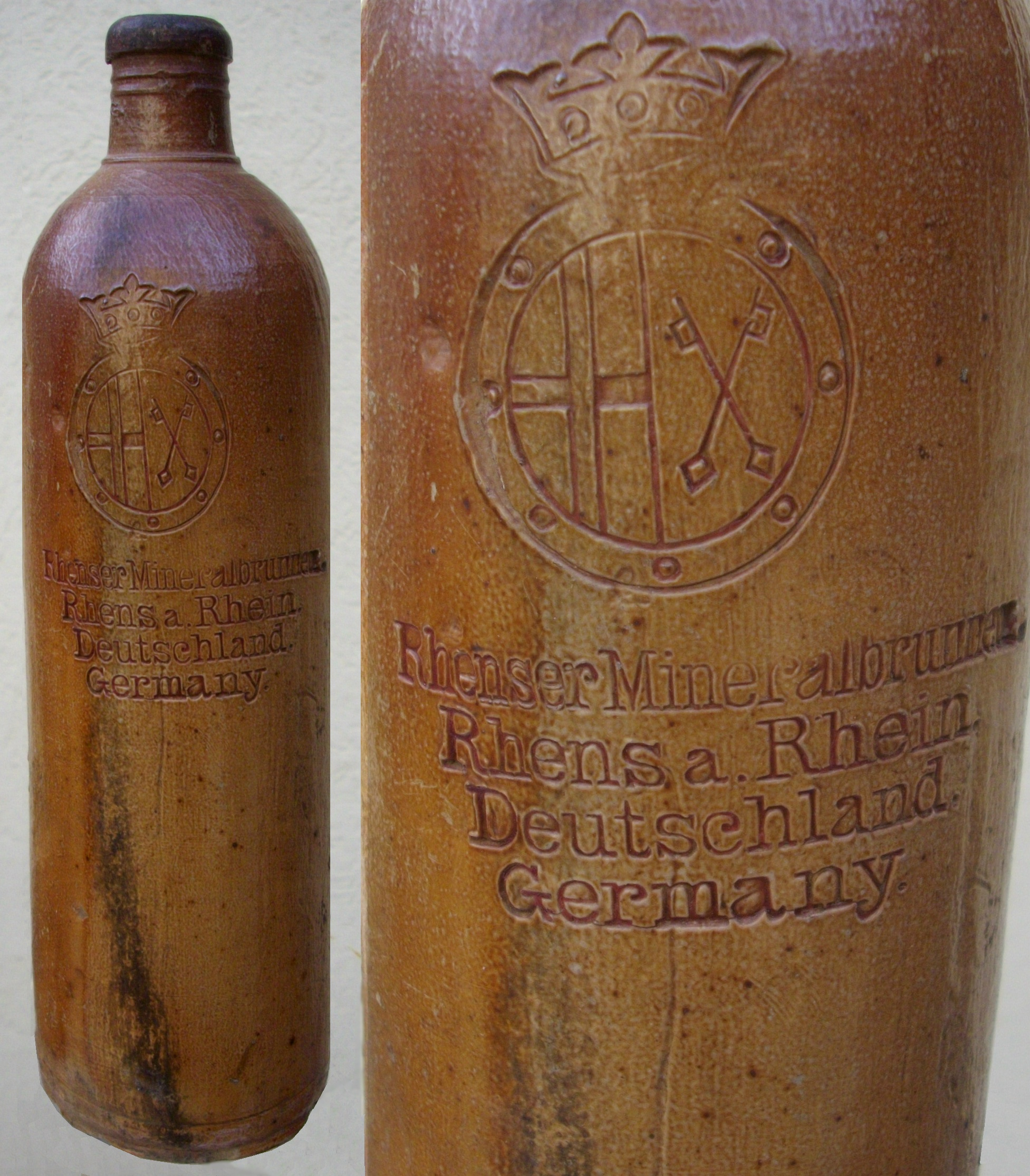